# Macarostola coccinea
Macarostola coccinea là một loài bướm đêm thuộc họ Gracillariidae. Nó được tìm thấy ở Ấn Độ (Tamil Nadu).
Ấu trùng ăn Myrtus species. Chúng có thể ăn lá nơi chúng làm tổ.